# 印旛郡

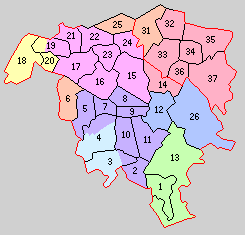
1.川上村 2.彌富村 3.旭村 4.千代田村 5.志津村 6.阿蘇村 7.臼井町 8.內鄉村 9.佐倉町 10.根鄉村 11.和田村 12.酒酒井町 13.八街村 14.公津村 15.六合村 16.宗像村 17.船穗村 18.白井村 19.大杜村 20.永治村 21.谷清村 22.木下町 23.本鄉村 24.埜原村 25.布鎌村 26.富里村 31.安食町 32.豐住村 33.八生村 34.中鄉村 35.久住村 36.成田町 37.遠山村（紫：佐倉市 紅：成田市 桃紅：印西市 下橙：八千代市 黃：白井市 綠：八街市 水藍：四街道市 上橙：榮町 藍：沒有合併）

印旛郡（日语：／ Inba gun */?）是千葉縣的一郡。人口44,014人、面積51.48km²。（2010年）
現轄有以下2町。
- 榮町
- 酒酒井町